# Bat Out of Hell III: The Monster Is Loose
| Recensione | Giudizio |
| ---------- | -------- |
| AllMusic   | [ 1 ]    |

Bat Out of Hell III: The Monster Is Loose è un album del cantante statunitense Meat Loaf, pubblicato nel 2006 dalla Mercury Records.

## L'album
Bat Out of Hell III è l'ultimo capitolo della saga dei tre Bats, iniziata nel 1977 con Bat Out of Hell e proseguita poi con Bat Out of Hell II: Back into Hell. L'album vede molte collaborazioni con artisti e produttori già affermati, come Brian May, Steve Vai, John 5, Marion Raven, Patti Russo, Jennifer Hudson, Nikki Sixx e Jim Steinman.
Come i precedenti album, presenta un largo uso di elementi orchestrali tali da rendere l'opera simile a un musical, con testi che trattano di inferno e paradiso, amore, tristezza e speranza, tutti segni caratteristici dei componimenti di Steinman e Child.

## Tracce
1. The Monster Is Loose – 7:12
2. Blind As A Bat – 5:51
3. It's All Coming Back To Me Now – 6:05
4. Bad For Good – 7:33
5. Cry Over Me – 4:40
6. In The Land Of The Pig, The Butcher Is King – 5:38
7. Monstro – 1:39
8. Alive – 4:22
9. If God Could Talk – 3:46
10. If It Ain't Broke Break It – 4:50
11. What About Love – 6:03
12. Seize The Night – 9:46
13. The Future Ain't What It Used To Be – 7:54
14. Cry To Heaven – 2:22

## Musicisti
- Meat Loaf - voce
- Paul Crook - chitarra (tracce 2, 4, 6, 10, 13)
- Randy Flowers - chitarra (tracce 2, 3, 10, 13)
- Corky James - chitarra
- David Levita - chitarra (traccia 3)
- Clint Walsh - chitarra (traccia 6)
- Dan Warner - chitarra (tracce 3, 14)
- Rusty Anderson - chitarra (tracce 8, 11, 12, 13)
- Eric Sardinas - chitarra electric slide (traccia 10)
- Steve Vai - chitarra (traccia 6)
- Brian May - chitarra (traccia 4)
- John 5 - chitarra (traccia 1)
- Kasim Sulton - basso elettrico
- Matt Rollings - piano, organo (tracce 2, 6, 10, 13)
- Mark Alexander - organo, piano (tracce 10, 13)
- Betty Ross - pipe organ (tracce 7, 8, 12)
- Doug Emery - programmazione (traccia 14)
- Harry Sommerdahl - programmazione (tracce 2, 7, 9, 10)
- Chris Vrenna - programmazione (traccia 6)
- Randy Canto - programmazione (tracce 10)
- Stephanie Bennett - arpa (tracce 6, 14)
- Eric Rigler - flauto irlandese (traccia 14)
- Gary Grant - tromba (traccia 10)
- Steve Madaio - tromba (traccia 10)
- Tom Saviano - sassofono tenore (traccia 10)
- Don Marchese - sassofono baritono (tracce 10)
- Victor Indrizzo - batteria (tracce 1, 3, 4, 5, 9)
- Kenny Aronoff - percussioni, batteria (tracce 2, 6, 7, 8, 11, 12)
- John Miceli - batteria (tracce 10, 13)
- Lee Levin - percussioni (traccia 14)
- Graham Phillips - soprano (tracce 7, 13, 14)
- Marion Raven - voce (traccia 3)
- Jennifer Hudson - voce (traccia 13)
- Patti Russo - voce (duetto traccia 12, cori tracce 10, 11, 13)
- Eric Troyer, Storm Lee, James Michael, Jeanette Olsson, Carolyn "C.C." Coletti-Jablonski, Diana Grasselli, Jason Paige, Camile Saviola, John Gregory, Marti Frederiksen, Becky Baeling, Maria Vidal, Keely Pressly, Brett Cullen, Andreas Carlsson, Desmond Child - cori
- Barbara Allen, Esther Austin, Cheryl Brown, Vernon Allen, Sonya Byous, Bonita Brisco, Roshuan Stovall, Sandra Stokes, Jessica Jones, Joseph Powell - cori gospel
- David Campbell - direttore d'orchestra